# Plecia subvarians
Plecia subvarians är en tvåvingeart som beskrevs av Walker 1856. Plecia subvarians ingår i släktet Plecia och familjen hårmyggor. Inga underarter finns listade i Catalogue of Life.